# Вајлрод
Вајлрод (њем. Weilrod) општина је у њемачкој савезној држави Хесен. Једно је од 13 општинских средишта округа Хохтаунус. Према процјени из 2010. у општини је живјело 6.238 становника. Посједује регионалну шифру (AGS) 6434013.

## Географски и демографски подаци
Вајлрод се налази у савезној држави Хесен у округу Хохтаунус. Општина се налази на надморској висини од 210–626 метара. Површина општине износи 71,2 km². У самом мјесту је, према процјени из 2010. године, живјело 6.238 становника. Просјечна густина становништва износи 88 становника/km².